# Sarcophaga minor
Sarcophaga minor är en tvåvingeart som först beskrevs av Boris Borisovitsch Rohdendorf 1937.  Sarcophaga minor ingår i släktet Sarcophaga och familjen köttflugor. Inga underarter finns listade i Catalogue of Life.